# 陳朝光
陈朝光（？年—？年），字极信，别字琼照，廣東新會縣馬能（今屬天馬鄉）人。清朝軍事將領。

## 生平
咸丰十一年（1861年）辛酉，朝廷补行乙卯（1855年）、戊午（1858年）兩科武鄉試，陈朝光考取武举人。同治四年（1865年），登乙丑科三甲武進士。天塘山陈凤台墓于光绪二十年（1894年）新立了4支墓表，墓表上刻有陈氏宗族12位立表人的姓名，陈朝光名列其中。